# Manned Space Flight Network
La Manned Space Flight Network (MSFN (pronunciado como "misfin"), Red de vuelos espaciales tripulados) era un sistema de comunicaciones diseñado para brindar apoyo a los programas espaciales estadounidenses Mercury, Gemini, Apolo y Skylab.
Dicho sistema manejaba las transmisiones de video y las comunicaciones por voz, pero para ello requirió de una red de estaciones de rastreo repartidas por el mundo e interconectadas. Este sistema era manejado desde el centro de vuelo espacial Goddard en Greenbelt (Maryland) Estados Unidos.

## Metodología
Rastrear vehículos en órbita terrestre baja es muy diferente de rastrear misiones en el espacio profundo. 
Las misiones en el espacio profundo son visibles durante largos períodos de tiempo desde una gran parte de la superficie de la Tierra, por lo que requieren pocas estaciones (la Red del Espacio Profundo usa solo 3). Estas pocas estaciones, sin embargo, requieren el uso de enormes antenas y receptores ultra-sensibles para hacer frente a las señales muy distantes y débiles.
Las misiones de órbita terrestre baja, por otro lado, solo son visibles desde una pequeña fracción de la superficie de la Tierra a la vez, y los satélites se mueven rápidamente, (alrededor de 27000 km/h o sea 8 km/s, dando una vuelta a la tierra cada 90 minutos), lo que requiere una gran cantidad de estaciones de rastreo, repartidas por todo el mundo. No se requiere que las antenas requeridas para el seguimiento y la comunicación en órbita baja sean tan grandes como las que se usan para el espacio profundo, pero deben ser capaces de rastrear rápidamente.
Estos diferentes requisitos llevaron a la NASA a construir una serie de redes de seguimiento independientes, cada una optimizada para su propia misión. Antes de mediados de la década de 1980, cuando los satélites del Sistema de Rastreo y Rastreo de Datos por Satélite (TDRSS, por sus siglas en inglés) comenzaron a funcionar, la NASA usó varias redes de antenas terrestres para rastrear y comunicarse con la nave espacial en órbita terrestre. Para las misiones de los programas Mercury, Gemini y Apolo, estos fueron los principales medios de comunicación, mientras que la Red del Espacio Profundo (DSN, por sus siglas en inglés) recibió una función de apoyo.

## Estaciones

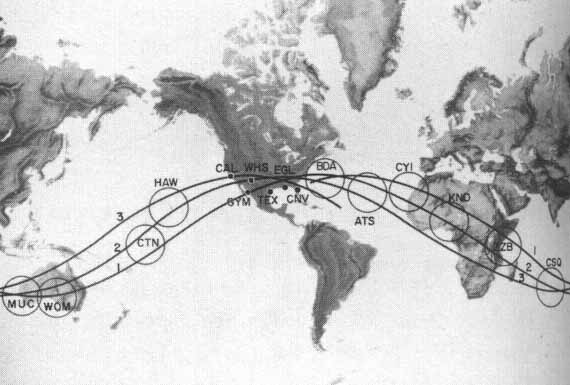
Mapa de las estaciones de MSFN

Durante el proyecto Mercury, las estaciones de la Red fueron:
- Cabo Cañaveral, Florida, Estados Unidos (CNV)
- Isla Gran Bahama, Bahamas (GBI)
- Isla Gran Turca, Islas Turks y Caicos (GTI)
- Isla Coopers, Bermudas (BDA)
- Barco en el Océano Atlántico (ATS)
- Estación de Maspalomas, isla Gran Canaria, España (CYI)
- Kano, Nigeria (KNO)
- Zanzíbar, Tanzania (ZZB)
- Barco en el Océano Índico (CSQ)
- Muchea, Australia (MUC)
- Woomera, Australia (WOM)
- isla Canton, Kiribati (CTN)
- Kauai, Hawái, Estados Unidos (HAW)
- Punta Argüello, California, Estados Unidos (CAL)
- Guaymas, México (GYM)
- White Sands, Nuevo México, Estados Unidos (WHS)
- Corpus Christi, Texas, Estados Unidos (TEX)
- Base aérea Eglin, Florida, Estados Unidos (EGL)[4]